# Kasilof
Der Ort Kasilof liegt am Unterlauf des Kasilof Rivers in Alaska und ist ein Census-designated place (CDP). 

## Geschichte
Der russische Vorsitzende der Lebendef-Lastochkin-Handelsgesellschaft, Kolomin, ließ 1786 erste Holzhütten am Unterlauf des Kasilof Rivers errichten. Bei der Namensgebung dieser kleinen Siedlung ließ er sich wahrscheinlich von einem Schiff der Handelsgesellschaft inspirieren und nannte den Ort „Saint George“. Nachdem die Siedlung gegründet war, ließen sich die ortsansässigen Ureinwohner der Dena'ina in der Nähe nieder. 
Im Achtzehnten Jahrhundert wurde der Ort schließlich in Kasilof, nach dem gleichnamigen Fluss, der durch ihn hindurch fließt, umbenannt. 1937 fand man einige gut erhaltene Überreste der ursprünglichen Siedlung bei einer Ausgrabung. 
Die Bewohner des Ortes leben heute von Fischfang und Tourismus. 
In der Nähe des Ortes befindet sich ein Rollfeld, durch Kasilof führt der Sterling Highway.
Im Jahr 1980 wurde Kasilof ein census-designated place.